# Simulium tandrokum
Simulium tandrokum es una especie de insecto del género Simulium, familia Simuliidae, orden Diptera.
Fue descrita científicamente por Pilaka & Elouard, 1999.